# 施塔特韦伦
施塔特韦伦（德語：Stadt Wehlen，發音：[ʃtat ˈveːlən] ⓘ）是德国萨克森州萨克森施韦茨-东厄尔士山县的城市，面积10.85平方千米，2023年12月31日人口为1,543人。